# الأشياء الأربع الأخيرة

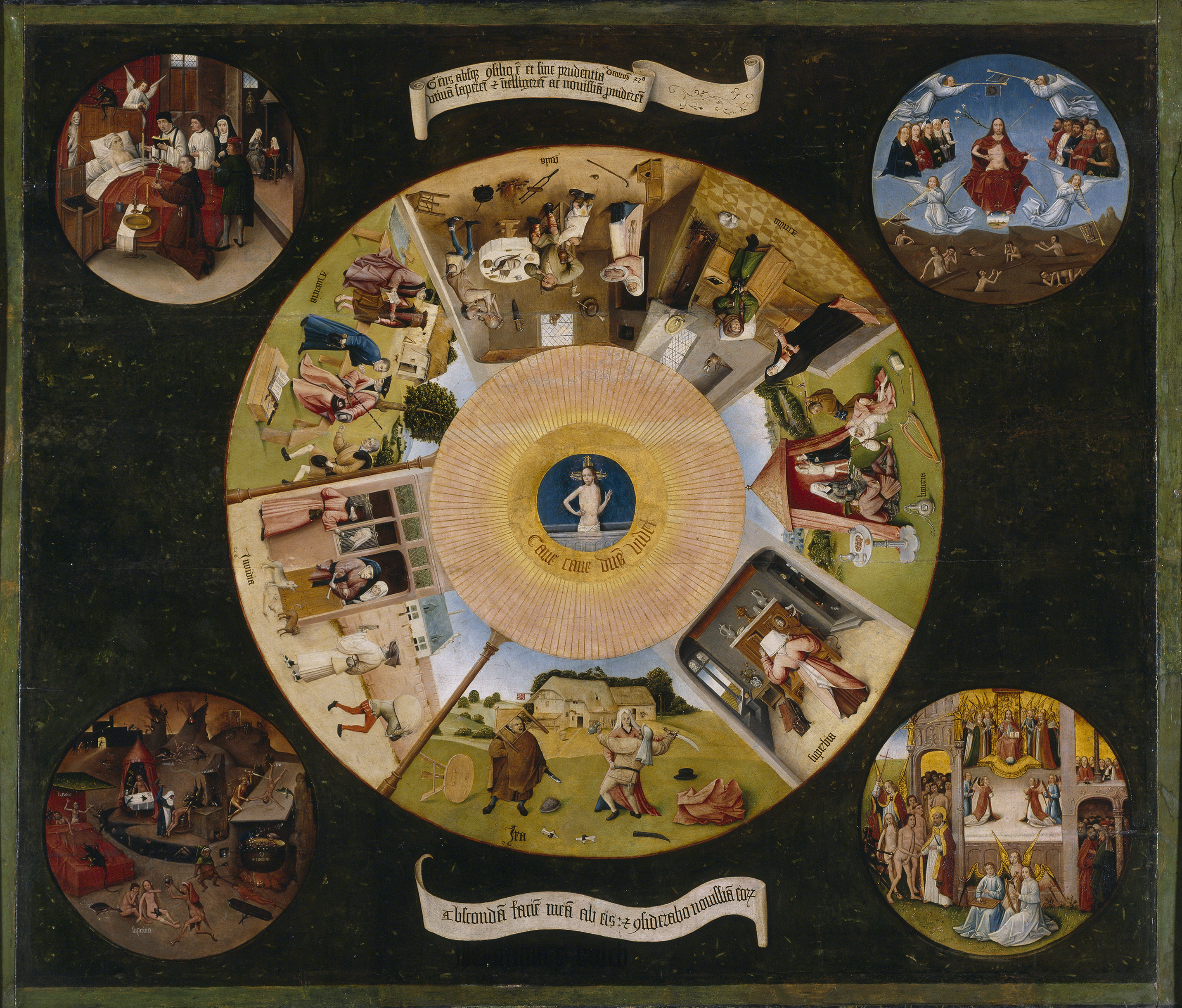
لوحة هيرونيموس بوش التي رسمها عام 1500 بعنوان "الخطايا السبع المميتة والأشياء الأربعة الأخيرة". تصور الأقراص الخارجية الأربعة (في اتجاه عقارب الساعة من أعلى اليسار) الموت والدينونة والجنة والجحيم.

في علم الآخرات المسيحية ، الأشياء الأربعة الأخيرة (باللاتينية: quattuor novissima)‏ هي الموت، الدينونة، الفردوس، والجحيم، وهي المراحل الأربع الأخيرة للنفس في الحياة والآخرة.

## الأشياء الأربعة الأخيرة

### الموت
يشرح مارتن أوف كوشيم أن "هناك ثلاثة أسباب وراء خوف الناس من الموت: أولاً، لأن حب الحياة والخوف من الموت متأصلان في الطبيعة البشرية. ثانيًا، لأن كل كائن عاقل يدرك أن الموت أمر مرير، ولا يمكن أن تَنْفَصِل الروح عن الجسد دون معاناة لا توصف. ثالثًا، لأنه لا أحد يعلم أين سيذهب بعد الموت، أو كيف سيكون مصيره في يوم القيامة.

### الدينونة
عن الدينونة، كتب ألفونسوس ليجوري أن "اليوم الأخير يُسمى في الكتاب المقدس يوم الغضب والبؤس؛ وسيكون هذا هو الحال بالنسبة للتعيسين الذين سيموتون مع خطيئة مميتة؛ لأنه في ذلك اليوم أسرارهم ستظهر للعالم أجمع، وينفصلون عن القديسين، ويُحكم عليهم بسجن جهنم الأبدي، حيث سيعانون من آلام الموت الأبدي مع بقائهم على قيد الحياة إلى الأبد.

### الملكوت
من السماء ، كتب ريتشارد تشالونر في كتابه الشهير (Think Well On't): "فكّر في أنه إذا كانت عدالة الله فظيعة جدًا فيما يتعلق بأعدائه، فكم بالحري ستظهر رحمته وصلاحه وفضله لصالح عباده". أصدقاء! الرحمة والبر هي صفاته المفضلة: مراحمه يقول النبي الملكي (مزمور 144) في جميع أعماله. 

### الجحيم
كتب لويس دي لا بوينتي فيما يتعلق بطبيعة الجحيم : "الجحيم هو سجن أبدي، مملوء بالنار وعذابات رهيبة، لتأديب الذين يموتون في خطيئة مميتة إلى الأبد.